# قاو يانغ (سياسي)
قاو يانغ (بالصينية: 高扬) هو كاتب وسياسي صيني، ولد في 1909، وتوفي في 2009. نشط حزبياً في الحزب الشيوعي الصيني. وقد انتخب عضو مجلس الشعب الصيني ‏ خلال فترته النيابية.